# Kilifina inquilina
Kilifina inquilina is een spinnensoort in de taxonomische indeling van de Mysmenidae.
Het dier behoort tot het geslacht Kilifina. De wetenschappelijke naam van de soort werd voor het eerst geldig gepubliceerd in 1987 door L. Baert & Murphy.